# Hackelia meeboldii
Hackelia meeboldii är en strävbladig växtart som beskrevs av August Brand. Hackelia meeboldii ingår i släktet Hackelia och familjen strävbladiga växter. Inga underarter finns listade i Catalogue of Life.